# Hell und voll
Hell und voll, op. 216, är en vals av Johann Strauss den yngre. Den spelades första gången den 25 januari 1859 i Sofiensäle i Wien.

## Historia
Tidningen Allgemeine Theaterzeitung meddelade den 22 januari 1859 titlarna på de verk som Johann Strauss den yngre hade komponerat till den kommande karnevalen. Bland dessa återfanns årets första balverk tillägnad medicinstudenterna vid Wiens universitet. Det var en vals med titeln Hell und offen (Klar och öppen). Men när valsen spelades vid medicinbalen tre dagar senare den 25 januari bar den titeln Hell und voll (Klar och full). Recensenten i Fremden-Blatt (27 januari 1859) ansåg sig nödgad att delvis ge en förklaring till titeln, obskyr för de flesta utan kunskap i medicin: "Den nya valsen av Johann Strauss heter 'Hell und voll', namngiven efter den tekniska termen inom perkussion, mottogs å det varmaste". Perkussion var ett sätt att upptäcka bröstsjukdomar och fastlägga inre organs lägen. Metoden att knacka med fingrarna på delar av patientens kropp uppfanns av Leopold von Auenbrugger 1754. Strauss val av titel indikerar en hälsosam prognos: när patienten är frisk och kry kommer en klar och fyllig resonanston höras.

## Om valsen
Speltiden är ca 8 minuter och 30 sekunder plus minus några sekunder beroende på dirigentens musikaliska tolkning.

## Weblänkar
- Hell und voll i Naxos-utgåvan.